# Katedra św. Jakuba i Krzysztofa w Korfu
Katedra św. Jakuba i Krzysztofa w Korfu – rzymskokatolicka katedra archidiecezji Korfu–Zakintos–Kefalina znajdująca się w Korfu, na wyspie Korfu w Grecji. Mieści się przy placu Ratuszowym.
Elegancki budynek, restaurowany po bombardowaniach II wojnie światowej (1943), z typową barokową krzywą przy górnej przedniej części, gotycką wieżą i wysoką dzwonnicą. Doznała poważnych uszkodzeń w wyniku nazistowskich bombardowań podczas drugiej wojny światowej.